# Próféta kupolája
A Próféta kupolája vagy más néven a Szent szoba (arabul: القبة الخضراء, átírva: al-Qubbat al-Khadrāʾ) a Medina városában található Próféta-mecset éke, annak zöld színű kupolája.
A kupola Mohamed próféta egykori háreme (magánlakosztálya), azon belül is Áisa, azaz legkedvesebb feleségének szobája fölött látható, ugyanis Mohamed próféta ott adta vissza a lelkét Teremtőjének, s ott is temették el. A Próféta kupolája alatt három másik sírt is találunk: Abu Bakr és Omár kalifákét, valamint egy jelképes és üres sírt, melyet az iszlám hagyomány Jézus második eljövetele utáni sírjának tekint.
A kupola alatti sír látogatása kiemelkedően fontos része a muszlimok medinai látogatásán a zijárahnak. A kupola alá a mecset Báb-usz-szalam (a Béke kapuja) elnevezésű ajtaján keresztül lehet eljutni.